# Arvo Martikainen
Arvo Valdemar Martikainen, född 25 juni 1895 i Helsingfors, död där 28 december 1946, var en finländsk balettdansare.
Martikainen studerade på 1920-talet vid Helsingfors dansinstitut och anställdes 1926 vid Finska operans balett. Han förblev ensemblen trogen till sin död, med undantag av åren 1935–1938, då han var engagerad vid Ballet Russe de Monte Carlo, som han åtföljde på turnéer i Europa och Sydafrika. Han var den finländska balettens första danseur noble (företrädare för en ädel, prinslik dansartyp) och tolkade de största rollerna inom sitt fack, bland annat i Svansjön, Prinsessan Törnrosa, Nötknäpparen, Giselle och Don Quijote. Han dansade ofta som partner till Lucia Nifontova. Dessa två dansares partnerskap räknas till det förnämsta inom finländsk balettkonst.